# William Bernard Ullathorne
William Bernard Ullathorne (Pocklington, 7 maggio 1806 – Sutton Coldfield, 21 marzo 1889) è stato un arcivescovo cattolico britannico.
Benedettino inglese dell'abbazia di Downside, missionario in Australia, è stato il primo vescovo di Birmingham.

## Biografia
Discendeva da san Tommaso Moro.
Primo dei dieci figli di un ricco uomo d'affari, iniziò a studiare a Scarborough ma lasciò la scuola per lavorare con il padre e apprendere il mestiere. A 15 anni iniziò a viaggiare per mare. Durante un viaggio sul mar Baltico, dopo aver assistito a una messa a Memel, l'odierna Klaipėda, maturò la decisione di entrare nello stato ecclesiastico.
Nel 1823 abbracciò la vita religiosa tra i benedettini dell'abbazia di Downside e fu ordinato prete nel 1831. Svolse il suo ministero sacerdotale in favore dei carcerati deportati in Australia e nel 1832 fu nominato vicario generale del vescovo benedettino William Placid Morris, la cui giurisdizione si estendeva all'Australia. Visitò la colonia penale dell'isola Norfolk.
Lottò duramente, anche davanti al parlamento britannico, contro il sistema di deportazione dei detenuti in Australia.
Fece pressioni su papa Gregorio XVI affinché stabilisse la gerarchia ecclesiastica in Australia. Su incarico del vescovo di Sydney John Bede Polding, si recò in Europa per reclutare religiose disposte a lavorare in Australia e convinse Mary Aikenhead a inviare le sue suore di carità, che diedero inizio a una congregazione autonoma.
Lasciata l'Australia, tornò in patria e si stabilì a Coventry.
Fu nominato vescovo di Etalonia in partibus e vicario apostolico del Distretto occidentale nel 1846; nel 1848 fu trasferito al vicariato apostolico delle Midlands, che nel 1850 fu elevato al rango di diocesi con sede a Birmingham. Nel 1853 partecipò alla fondazione del convento delle domenicane di Stone. Lasciò la guida della diocesi di Birmingham nel 1888 e fu nominato arcivescovo titolare di Cabasa. Morì l'anno seguente.
Il suo corpo è sepolto nella cappella delle suore domenicane di Stone.
La sua autobiografia fu pubblicata nel 1941.

## Genealogia episcopale e successione apostolica
La genealogia episcopale è:
- Cardinale Scipione Rebiba
- Cardinale Giulio Antonio Santori
- Cardinale Girolamo Bernerio, O.P.
- Arcivescovo Galeazzo Sanvitale
- Cardinale Ludovico Ludovisi
- Cardinale Luigi Caetani
- Cardinale Ulderico Carpegna
- Cardinale Paluzzo Paluzzi Altieri degli Albertoni
- Cardinale Gaspare Carpegna
- Cardinale Fabrizio Paolucci
- Cardinale Francesco Barberini
- Cardinale Annibale Albani
- Cardinale Federico Marcello Lante Montefeltro della Rovere
- Vescovo Charles Walmesley, O.S.B.
- Vescovo William Gibson
- Vescovo John Douglass
- Vescovo William Poynter
- Vescovo Thomas Penswick
- Vescovo John Briggs
- Arcivescovo William Bernard Ullathorne, O.S.B.

La successione apostolica è:
- Vescovo Charles Henry Davis, O.S.B. (1848)
- Vescovo Joseph William Hendren, O.F.M.Rec. (1848)
- Cardinale Henry Edward Manning (1865)
- Arcivescovo Edward Ilsley (1879)